# 蘇榮村
蘇榮村（1939年—）是一名前台灣乒乓球運動員，台南市人，國民學校畢業。他在當地俱樂部學習乒乓球，1955年擊敗來訪的台大乒乓球隊主將周俊臣一戰成名，因此入選台南市代表隊。1957年，他前往馬尼拉參加1957年亞洲乒乓球錦標賽一舉獲得男子單打亞軍。他曾與李國定搭檔奪下1958年亞洲運動會乒乓球男子雙打銀牌，並擊敗前一年世界乒乓球錦標賽亞軍荻村伊智朗和田中利明組合。掛拍後仍在台南培養乒乓球好手。